# Caso Santoyo
El Caso Santoyo fue un escándalo político de trascendencia nacional en Colombia. 
Mauricio Santoyo, jefe de seguridad del presidente colombiano Álvaro Uribe y General (r.) de la Policía Nacional de Colombia, el 20 de agosto de 2012 ante una corte del Eastern District of Virginia (Estados Unidos) aceptó haber ayudado a las Autodefensas Unidas de Colombia.
Debido a la controversia, Uribe indicó que desconocía las 'andanzas' de su exfuncionario y que está decepcionado de este. Además - añadió - que no había influido en la elección de Santoyo como su jefe de seguridad, ni en su promoción de coronel a general.
Sectores políticos de izquierda y algunos periodistas dijeron que Uribe si había intervenido en la promoción de Santoyo y que éste contribuyó en el establecimiento de la relación del entonces presidente con el Narcoparamilitarismo.  
Añadieron que aparte de Uribe, el expresidente Juan Manuel Santos (para entonces era ministro de defensa), Luis Carlos Restrepo (ex-comisionado de paz de ese país y hoy prófugo de la justicia) y el ex director general de la Policía Óscar Naranjo también sabían de lo que hizo Santoyo en su momento. 
El gobierno de Santos en varias ocasiones manifestó su rechazo a la actuación del general en su momento. Sin embargo, políticos afines a Uribe, negaron que tuviera conocimiento de la actuación del oficial e hicieron énfasis en el supuesto peligro que él habría corrido teniendo a un oficial corrupto al mando de su seguridad.[cita requerida]
De los delitos que la corte federal imputó a Santoyo, éste solo aceptó el de colaboración con grupos terroristas. El sindicado llegó a un acuerdo por el cual solo pagaría de 10 a 15 años de cárcel con la posibilidad del otorgamiento de la libertad bajo fianza. La familia del implicado se encuentra bajo protección en Estados Unidos, mientras que la Fiscalía de Colombia ejecuta el proceso de extinción de dominio a todas las propiedades de Santoyo, a la vez que espera que éste 'prenda el ventilador'.

## Antecedentes
Antes de ser jefe de seguridad presidencial, Santoyo ejerció como comandante de la regional del Gaula de la Policía en Medellín; En campaña, Uribe solicita para su seguridad a Santoyo.
En 2003, siendo el encargado de la seguridad de Uribe, la procuraduría encuentra culpable a Santoyo de 1.449 'chuzadas ilegales' mientras éste ejercía como comandante regional del Gaula, por tanto le destituye.
Santoyo argumentó que su jurisdicción de comandante no daba para tales alcances, motivo por el cual, la Fiscalía - a cargo de Camilo Osorio - dándole la razón, le absuelve, y en consecuencia el sindicado resuelve demandar a la procuraduría.
No obstante, el ente de control se mantuvo en su posición y tres años más tarde (en 2006) Santoyo - tras haberse desempeñado desde 2002 como jefe de seguridad presidencial - tuvo que salir de la institución policiaca.
Ante la negativa de la procuraduría, Santoyo radicalizó su demanda contra ese organismo. La disputa llegó al Consejo de Estado de Colombia, quien falló a favor del demandante. Alejandro Ordóñez era entonces uno de los magistrados del Consejo de Estado y se cree que obró extralimitadamente a favor de Santoyo.[cita requerida] Debido a la determinación del Consejo de Estado, Santoyo reingresa a la policía, y un año más tarde (en 2007) la Cámara de Representantes de Colombia - por presión de Álvaro Uribe y Juan Manuel Santos - es ascendido a Brigadier General.
Tras su reintegro y posterior ascenso, Santoyo pasó a ser agregado de la policía a la embajada de Colombia en Italia hasta 2009, pues en ese año pidió la baja voluntaria del servicio activo.

## Juicio
En el año 2012 una corte del Eastern District of Virginia (Estados Unidos) solicita a Santoyo con motivo de la acusación del fiscal Neil H. MacBride, en la cual se sindica a Santoyo de haber ayudado a jefes de las Autodefensas Unidas de Colombia alertándoles sobre operativos de la policía en su contra, además de facilitar el tránsito de la cocaína destinada a Estados Unidos.
Días después, Santoyo admitió haber ayudado a grupos narcoterroristas en varios aspectos y que a cambio habría recibo US$ 5.000.000.
Posteriormente acordó con la justicia estadounidense delatar a más oficiales corruptos y entregar las pertenencias obtenidas a partir de ilícitos a cambio de una rebaja de pena y de protección para él y su familia en Estados Unidos.

## Reacciones
El escándalo causó gran revuelo en Colombia. Funcionarios y exfuncionarios públicos manifestaron su opinión, algunas en apoyo a Uribe (pues debido a la confesión de su exjefe de seguridad quedó demostrado sus vínculos con el narcoparamilitarismo) y otros que acusan al expresidente.[cita requerida]
Álvaro Uribe solicitó al juez del caso que consulte a Santoyo respecto si hubo o no complicidad con los representantes de la Política de Seguridad Democrática.
Se lo vincula también con el asesinato del periodista y humorista bogotano Jaime Garzón, pues se le acusa de haber ordenado la desviación de la investigación que se estaba realizando para esclarecer el crimen.